# Jonas von Geijer
Jonas von Geijer, tidigare Lindberg, född 17 april 1981 i Mölnlycke, är en svensk seglare. Han tävlade för Göteborgs Kungliga Segelsällskap.
von Geijer tävlade för Sverige vid olympiska sommarspelen 2008 i Peking, där han slutade på 18:e plats i 49er. Vid olympiska sommarspelen 2012 i London slutade von Geijer på 10:e plats i 49er.
von Geijer blev utsedd till Årets junior av Svenska Seglarförbundet 1999.